# Honduras na zimowych igrzyskach olimpijskich
Honduras wystartował po raz pierwszy i jedyny na zimowych IO w 1992 roku na igrzyskach w Albertville. Jedyną reprezentantką tego kraju była narciarka Jenny Palacios-Stillo.

## Klasyfikacja medalowa
| Igrzyska         | Złoto | Srebro | Brąz | Razem |
| ---------------- | ----- | ------ | ---- | ----- |
| 1992 Albertville | 0     | 0      | 0    | 0     |
| Razem            | 0     | 0      | 0    | 0     |